# NGC 2622
NGC 2622 este o seyfert 1 galaxy⁠(d) situată în constelația Racul. A fost descoperită în 1865 de către Albert Marth. Se află la o distanță de 120,29 de megaparseci de Pământ.